# Temnoma pilosum
Temnoma pilosum là một loài rêu tản trong họ Pseudolepicoleaceae. Loài này được (A. Evans) R.M. Schust. miêu tả khoa học lần đầu tiên năm 1960.